# Улашківці

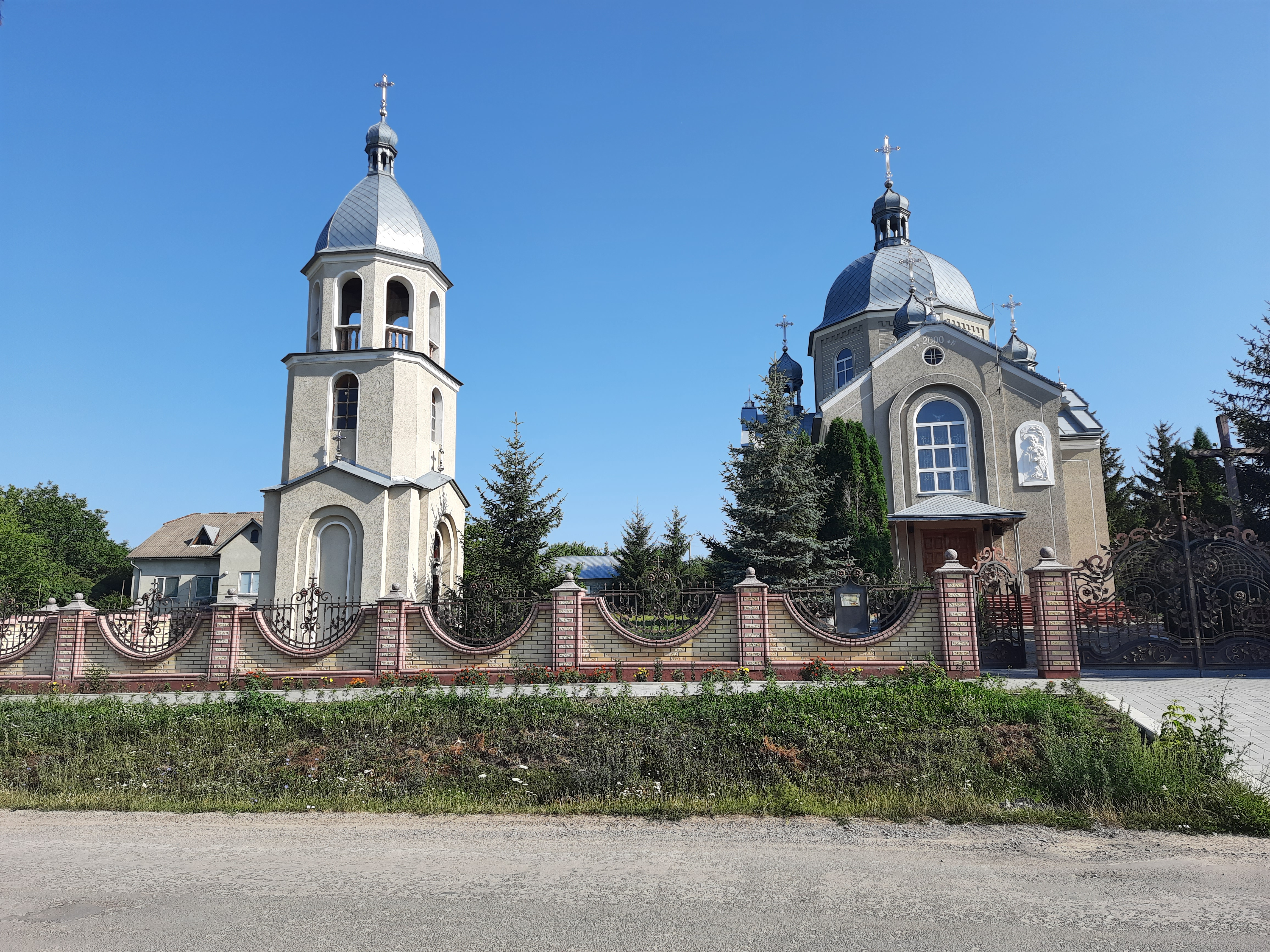
Церква Собору Пресвятої Богородиці

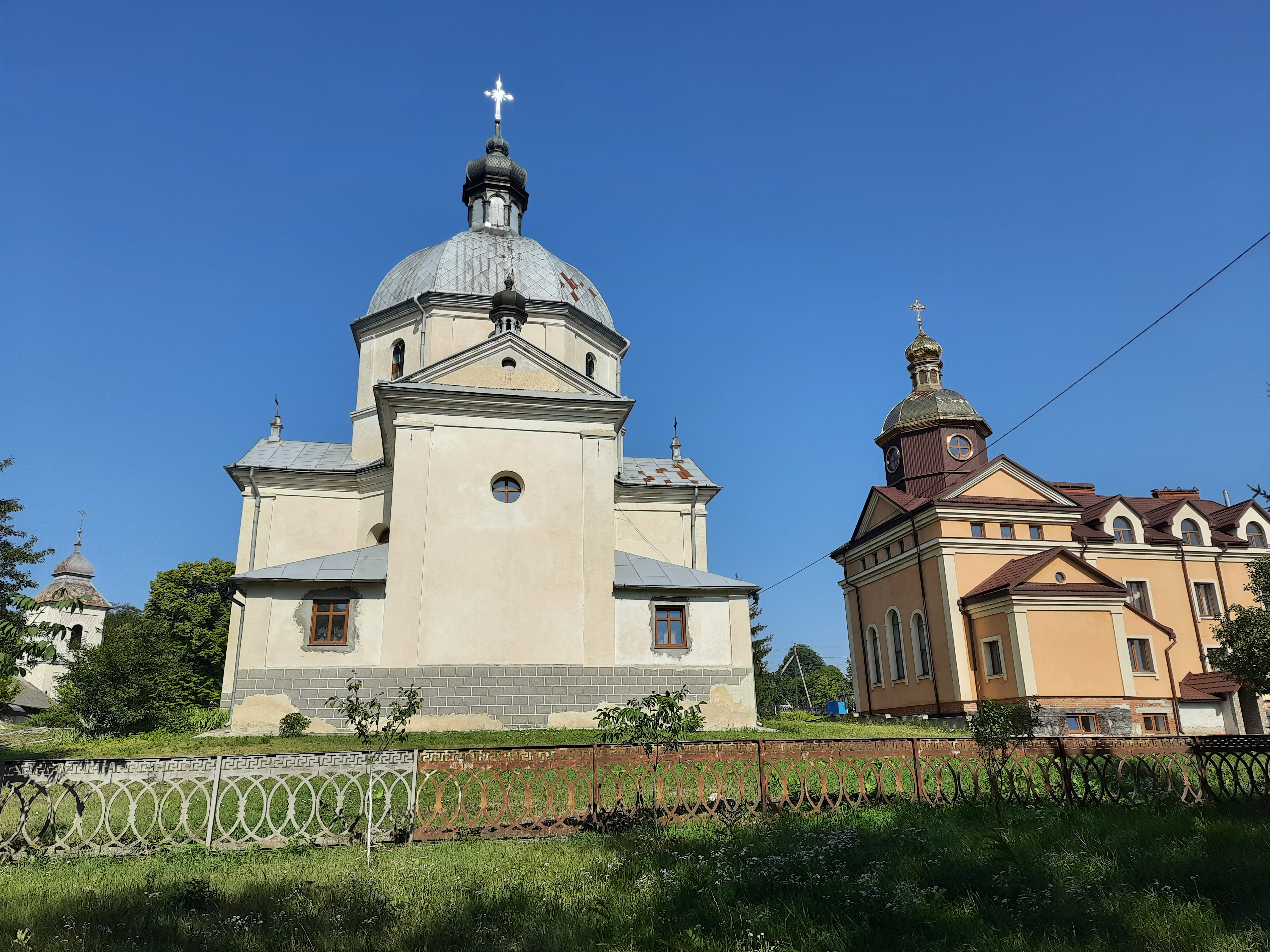
Монастир Різдва Божої Матері Чину святого Василія Великого (1738)

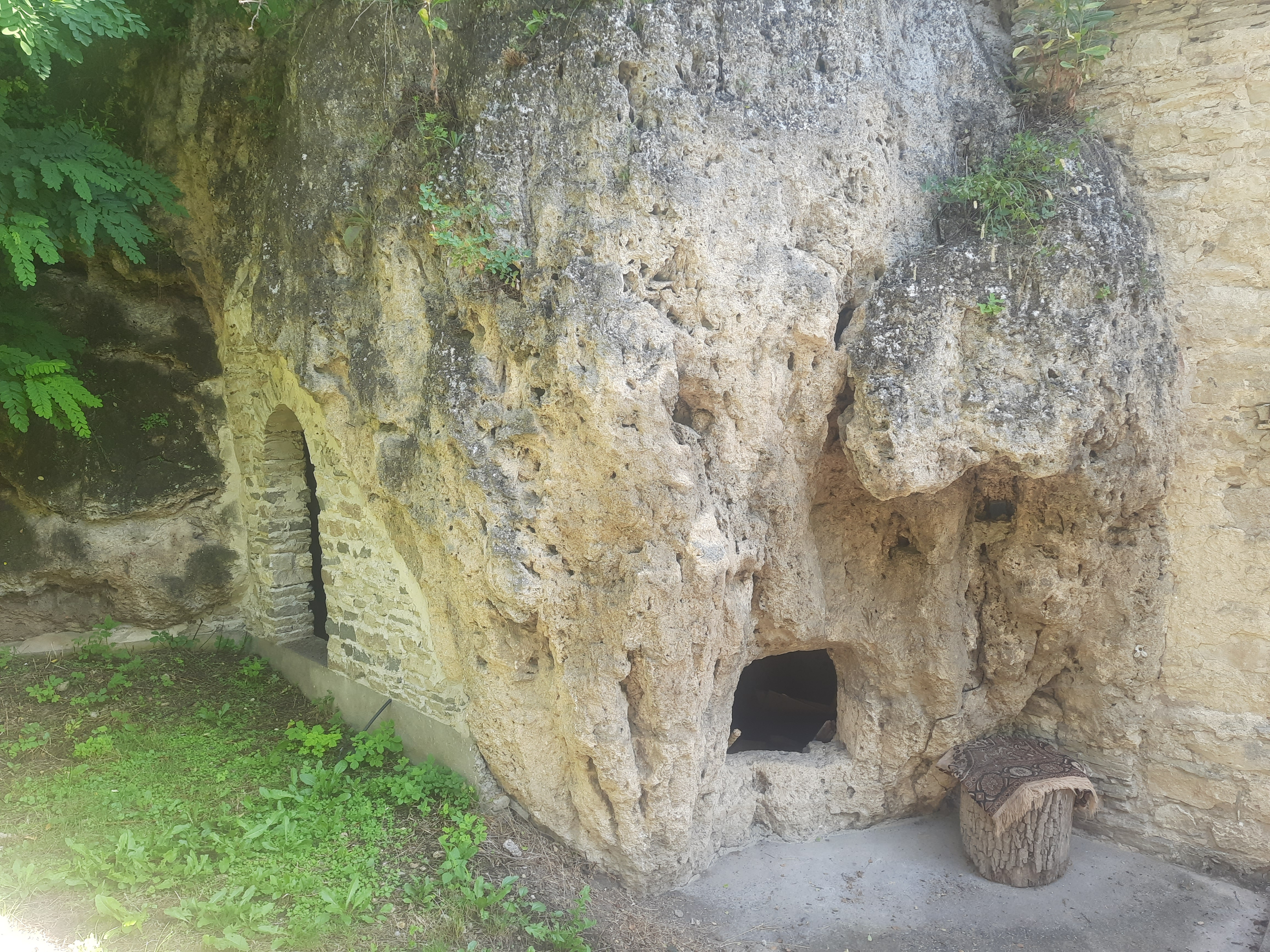
Грот Святого Онуфрія

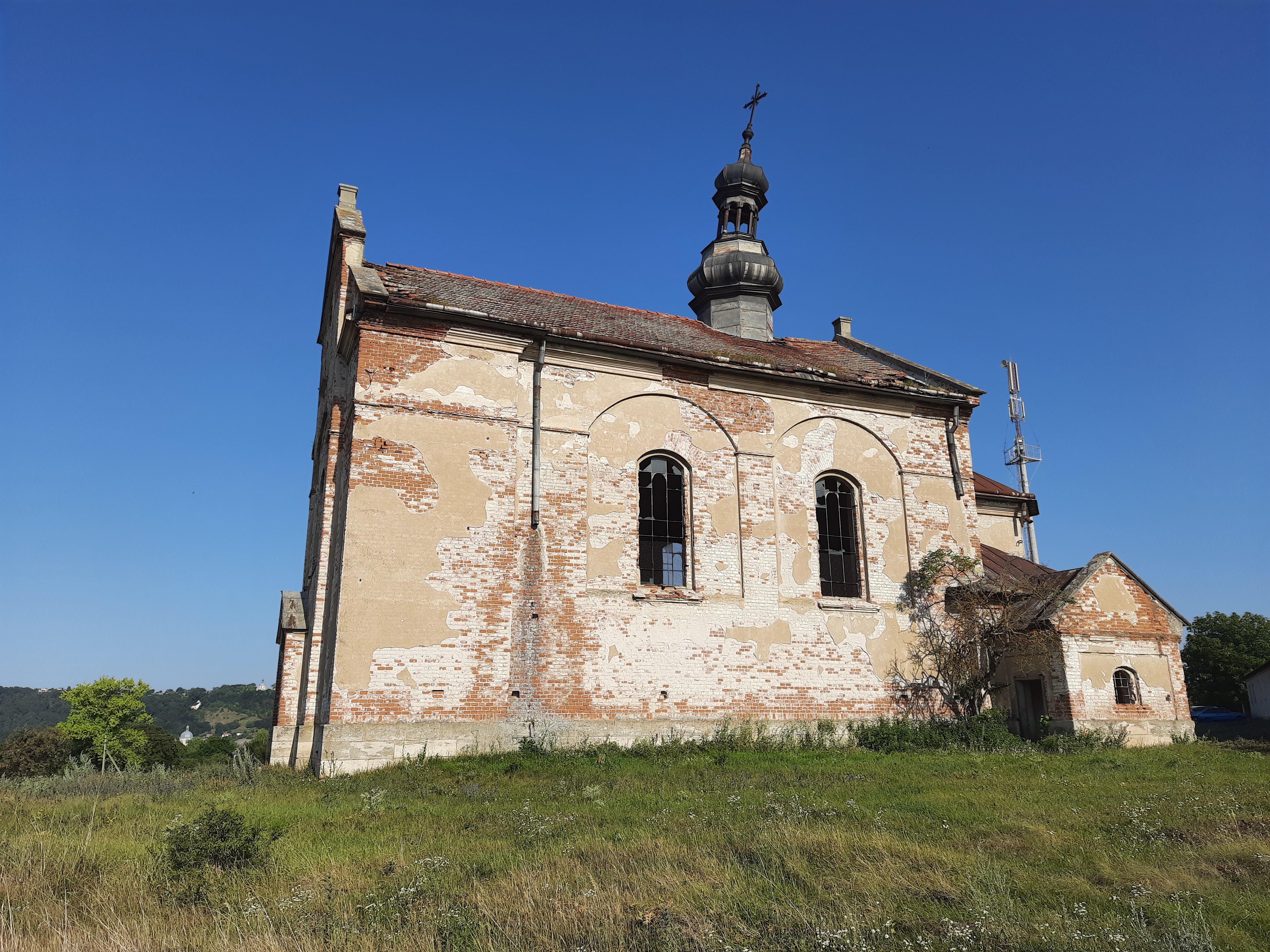
Костел 19ст.

Ула́шківці — село в Україні, у Нагірянській сільській громаді Чортківського району Тернопільської області. Адміністративний центр колишньої Улашківської сільської ради. До Улашківців приєднано хутори Гора, Добрівка, Жмиків, Підгора, та Каролівка (нині не заселений).

## Географія
У селі струмок Жмеків впадає у річку Серет.

## Розташування
Розташоване на берегах р. Серет (ліва притока Дністра), за 17 км від районного центру і 6 км від найближчої залізничної станції Ягільниця.
Територія — 3,55 км² Дворів — 532.

## Назва
В одній із легенд історію Улашківців пов'язано з особою полковника Улашка та кількома іншими запорожцями, які з родинами поселилися на Поділлі, на берегах Серету, спорудили тут оборонні укріплення і захищали рідну землю від нападів кочових орд. Проте одного разу козакам не вдалося перемогти, всі загинули, а на їхню честь, зокрема Улашка, названо навколишні села: Улашківці, Капустинці, Милівці, Лисівці. Донині збереглися назви гір Лиса, Городища, Стоси, де загинули мужні козаки.
Наступна леґенда оповідає про пашу Улаша, який зі своїм військом оселився в селі вздовж Серету і воював з польським королем та полководцем Яном Собєським. Усе це діялося після Бучацького миру (1672), підписаного між Туреччиною та Річчю Посполитою, коли Улашківці передані під владу Туреччини; тоді поляки довго воювали з турецькими військами, врешті-решт військо паші було розбите. Улаш загинув, його вояків поляки назвали улашківцями, а поселення — Улашківці.
У селі під горою є два камені різної висоти, про які також побутує цікава леґенда, начебто це — закохані дівчина та хлопець, яких прокляла матір, і вони стали камінням. Краєзнавці вважають, що назву села слід виводити від власного імені Власій (церковнослов'янське слово), українською мовою — Улас, яке відповідає польському Блажей, що, своєю чергою, походить від грецького «basileios», тобто Василій і означає «королівський.» Отже, стара назва свідчить про українське походження місцевості. В побутовій мові місцеві жителі вживали назву Лашківці.

## Історія

### Давні часи
На хуторі Жмиків, на мисоподібній ділянці поля, в урочищі Шмельків Горб, зібрано артефакти трипільської і черняхівської культур, фракійського гальштату та Київської Русі: уламки тесла й сокири, рогове долото. Поблизу села розкопано поховання в кам'яній гробниці доби міді, знайдено скарб бронзових виробів доби пізньої бронзи. Територія древнього поселення — близько 22 га.
Перша письмова згадка датована 1464 роком.
Згадуються 7 травня 1464 року в книгах галицького суду.
На правому березі р. Серет височіє монастир отців Василіян, біля якого витікає «вічне» джерело.
4 серпня 1701 р. тодішній власник Улашківців Гієронім Залуський отримав у короля привілей на заснування містечка. Після смерті Залуського маєток перейшов до спадкоємців — Лянцкоронських. Улашківці належало до Ягільницького маєткового комплексу — т.з. Ягольницького ключа, яким Лянцкоронські володіли до 1939 р.
Улашківці славні ярмарками. Як подають історичні джерела, «все почалося після перемоги над турками, коли поляки захопили весь обоз із награбованим добром і оголосили жителям навколишніх сіл про те, щоб вони приїжджали в село і купували собі ці речі. 7 липня вони влаштували такий ярмарок, після чого вже щороку на празник св. Івана Хрестителя на цій горі почали проводити великі ярмарки, на які з'їздилися з товаром купці з різних кінців світу. Традиція проведення ярмарків тривала до Другої світової війни. Після більшовицької окупації їх не стало». Цю площу на хуторі Гора досі називають «базаром». Про ярмарок згадував у споминах письменник Богдан Лепкий.
1785 р. в Улашківцях проживали 1002 особи.

### XX століття
Із ярмаркових складів-магазинів, збудованих за панування Австрії, залишилися після Першої світової війни руїни.
За статистикою, в селі у 1900 році — 2458 жителів, 1910—2503, 1921—2037, 1931—2251; у 1921 р. — 388 дворів, 1931—515.
На початку XX ст. кілька родин із Улашківців виїхали до Боснії, згодом повернулися, близько 20 родин еміґрували до Канади, кілька — до Арґентини і Бразилії.
Під час Першої світової війни до Леґіону УСС зголосилися мешканці села Антін, Василь і Григорій Адамчуки, Степан Андрейків, Антін та Василь Багрії, Василь Богун, Антін Божаківський, Петро Вахуткевич, Іван і Павло Винники, Кирило Гаповський, Ігнатій Галета, Іван Ільницький, Василь Кирничний, Антін Кишкан, Антін Коваль, Антін Коник, Іван Матвіїв, Павло Мудрий, Павло Солтис, Петро Струп, Іван та Ладон Чайковські, Михайло і Федір Шевчуки.
21 липня 1941 року органи НКВС розстріляли в місті Умані жителів Улашківців Василя і Михайла Гановських, Василя та Остапа Дзьобів, Леона Драгомирецького, Петра Зазуляка, Івана Кишкана, Володимира Солтиса й Павла Шевчука.
6 липня 1941 р. в село ввійшли нацистські війська; вони масово розстрілювали людей, особливо в лісі на «Дачі Галілея». Насильно вивезли на каторжні роботи до Німеччини багато хлопців та дівчат.
У квітні 1944 р., під час відступу, німці спалили близько 50 господарств.
Під час німецько-радянської війни загинули або пропали у Червоній армії:
- Михайло Андрушків (нар. 1907),
- Петро Андрушків (нар. 1913),
- Петро Бабійчук (нар. 1910),
- Антон Багрій (нар. 1905),
- Василь Барилюк (нар. 1908),
- Василь Басюк (нар. 1911),
- Петро Божаківський (нар. 1907),
- Антон Валечний (нар. 1905),
- Микола Вахуткевич (нар. 1924),
- Степан Гановський (нар. 1918),
- Степан Гоцуляк (нар. 1926),
- Михайло Гульчак (нар. 1908),
- Антон Замковий (нар. 1909),
- Мирон Замковий (нар. 1924),
- Олександр Замковий(нар. 1912).

В УПА воювали:
- Петро Басюк,
- Йосип Валеш,
- Іван Валеш,
- Петро Валеш,
- Степан Валеш,
- Ананій Гановський,
- Антоніна Гановський,
- Мар'ян Драгомирецький,
- Йосип Замковий,
- Антон Зозуляк,
- Євген Кирилишин,
- Степанія Когут,
- Іван Козак,
- Ярослава Москалик («Козачка»),
- Гаврило Сендзюк,
- Володимр Холоднюк.

### Період Незалежності
8 липня 2012 року в Улашківцях на березі р. Серет споруджено Йорданський комплекс (ініціатори і меценати — о. Ігор Лесюк, сільський голова та місцева громада).
12 червня 2020 року, відповідно до розпорядження Кабінету Міністрів України № 724-р «Про визначення адміністративних центрів та затвердження територій територіальних громад Тернопільської області» увійшло до складу Нагірянської сільської громади.
19 липня 2020 року, в результаті адміністративно-територіальної реформи та ліквідації Чортківського району (1940—2020), увійшло до складу новоутвореного Чортківського району.
З 1 грудня 2020 року Улашківці належать до Нагірянської сільської громади.

## Символіка

### Герб
На червоному тлі на срібному коні, озброєний вершник у срібному обладунку, з піднесеним мечем і щитом, на якому двораменний хрест. Герб, імовірно, є родовим знаком власників містечка князів Чорторийських «Погоня» Відомий з печатки містечка, датованої 1860-ми — 1870-ми рр.

## Пам'ятки
- «Дача Галілея» — лісовий заказник загальнодержавного значення, розташований поблизу села.
- Улашківська печера  (0,10 га) — карстова печера, утворена внаслідок вимивання породи у верхньотортонських (неоген) гіпсах (протяжність лабіринтів — 94 м) і «Бугри» (11 м).

### Природа
- Стінка Улашківська,
- Улашківські сосни[8].

## Пам'ятники
У селі насипано могилу під час Другої світової війни (знищена 1945; відновлена 1992)
- «фіґура» Ангела (1992) і Богородиці
- пам'ятні хрести на честь скасування панщини;
- воїнам-односельцям, полеглим у німецько-радянській війні (1980),
- Тарасу Шевченку (1991).

## Релігія

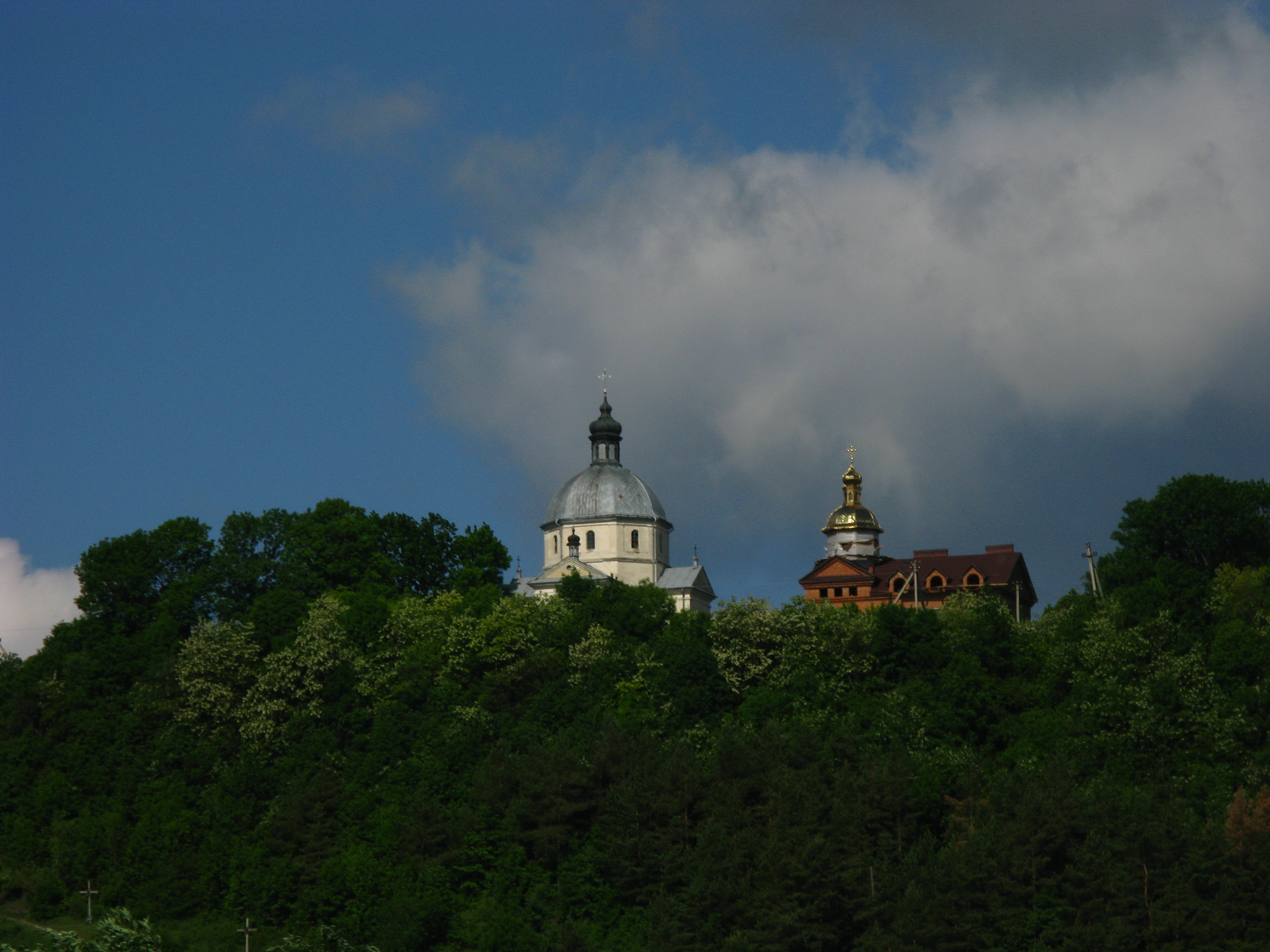
Церква Собору Пресвятої Богородиці

- церква Собор Пресвятої Богородиці (2001);
- монастир Різдва Божої Матері Чину святого Василія Великого (1738);
- грот святого Онуфрія[9].

Каплиці
- на місці церкви Різдва Пресвятої Богородиці (1856);
- каплиця св. Івана Хрестителя (святий Ян);
- костел (XIX ст.).

## Населення
| 2458 | 2503 | 2037 | 2251 | 1138 | 1155 |

## Соціальна сфера, господарство
При парафіяльній церкві діяли церковне братство і Братство тверезості (1873, 1664 члени); при храмі оо. Василіян — «Апостольство молитви» і Братство тверезості (1905). Великою цінністю храму була книга «Літургікон» (1702).
В Улашківцях були каменоломні, поклади піску та глини, на території монастиря — підземні печери. У 1936 р. знайдено кам'яну труну завдовжки 3 метри.
На початку XX ст. в Улашківцях засновано читальню «Просвіти», для якої у 1926 р. споруджено будинок. При читальні створено філію товариства «Союз Українок»; у 1937 р. відкрито дитячий садок.
У селі також діяли філії товариств «Сокіл», «Луг», «Рідна школа» та інші; кооператива, гурток «Сільського господаря».
При читальні була бібліотека, діяли хор і аматорський драматичний гурток.
Культурно-освітню роботу проводив парох о. Іван Чмола, у 1921—1941 рр. — о. Яків Тарнавський, який похований на сільському цвинтарі.
Після Другої світової війни у селі примусово створили колгосп, у 1990-х рр. майно та землі розпайовані.
Працюють ЗОШ 1–3 ступенів, дитячий садочок, Будинок культури, бібліотека, амбулаторія загальної практики та сімейної медицини, відділення зв'язку, музична школа, торгові заклади «ТеКо» та «Все для вас», аптека, ветеринарний кіоск, крамниця «Будівельні матеріали», підприємства «Весна-2000» і «Таурус».

## Відомі люди

### Народилися
- Петро Басюк (1914—1965) — український учасник національно-визвольних змагань;
- Євген Гановський (нар. 1927) — український громадський діяч;
- Зиґмунт Гаупт (1907—1975) — польський прозаїк, художник, журналіст, перекладач;[10];
- Зеновій Холоднюк  (1961) — український голова Селянської партії України.
- Павло Ладан (1892—1933) — український громадсько-політичний діяч, журналіст;
- Степан Левчук (нар. 1952) — український господарник, громадський діяч;
- Василь Ревак (нар. 1968 ) — український різьбяр по дереву;
- Михайло Сулима (1916—1983) — український бухгалтер, бібліотекар, публіцист, громадський діяч у Канаді;
- Омелян Тарнавський (1910—2000) — український економіст, редактор, громадський діяч.
- Москалик Михайло Іванович (1974—2022) — майор Збройних Сил України, учасник російсько-української війни.

### Перебували
У монастирі села побував відомий український громадський діяч, письменник, публіцист Михайло Павлик, про що залишив записи у праці «Про бібліотеки монастирів».